# Amphithalea sericea
Amphithalea sericea är en ärtväxtart som beskrevs av Rudolf Schlechter. Amphithalea sericea ingår i släktet Amphithalea och familjen ärtväxter. Inga underarter finns listade i Catalogue of Life.